# Cratere Navan
Navan  è un cratere sulla superficie di Marte.